# Epiphragma risorium
Epiphragma risorium är en tvåvingeart som beskrevs av Alexander 1962. Epiphragma risorium ingår i släktet Epiphragma och familjen småharkrankar. Inga underarter finns listade i Catalogue of Life.